# Pierre Dubas

Pierre Dubas (1961)

Pierre Dubas (* 24. Dezember 1924 in Lausanne; † 2006) war ein Schweizer Bauingenieur. Er war von 1961 bis 1992 Professor für Baustatik und Stahlbau an der ETH Zürich.
Dubas hatte Enney als Bürgerort. Nach der Maturität im Jahr 1944 in Fribourg studierte er bis Dezember 1948 an der ETH Zürich Bauingenieurwesen.
Es folgte ab 1949 eine Tätigkeit als Projektingenieur in der Stahlbaufirma  Zschokke AG in Döttingen und ab 1957 als Chef des technischen Büros der  Ateliers de construction mécanique de Vevey SA, die sein Bruder Charles als Direktionspräsident leitete. 1955 promovierte Dubas zum Doktor der technischen Wissenschaften (Dr. sc. techn. ) an der Abteilung II der ETH bei Fritz Stüssi über numerische Berechnungen von Platten und dünnen Wänden. Von 1959 bis 1975 war er Generalsekretär für Metallbau der Internationalen Vereinigung für Brückenbau und Hochbau. 1985 wurde er Ehrenmitglied.
Nach einem zwei semestrigen Lehrauftrag folgte 1961 die Berufung zum Assistenzprofessor für Baustatik, Hoch- und Brückenbau in Stahl und Holz an die ETH Zürich. 1966 wählte ihn der Bundesrat zum ordentlichen Professor für Baustatik und Stahlbau als Nachfolger von Fritz Stüssi nach dessen Emeritierung. Dubas forschte insbesondere über die theoretischen Grundlagen zur Realisierung von Verbundbrücken und über das Stabilitätsverhalten von Vollwandträgern, Platten, Stützen und Strukturen. 1992 wurde Dubas in den Ruhestand versetzt.

## Publikationen
- Stahlhochbau : Grundlagen, Konstruktionsarten und Konstruktionselemente von Hallen- und Skelettbauten. Springer-Verlag, Berlin 1988, ISBN 978-3-540-19348-7.